# Club Atlético Juventud (Uruguai)
Club Atlético Juventud de Las Piedras é um clube de futebol uruguaio da cidade de Las Piedras, Canelones.
Foi fundado em 1935, por um grupo de jovens do Colégio San Isidro. Atualmente disputa a Segunda División Profesional de Uruguay. 
Após boa campanha no campeonato uruguaio 2014/2015, a equipe garantiu classificação para a Copa Sul-Americana de 2015, sendo eliminada na 2° fase da competição, pelo Emelec do Equador.

## Títulos
- Campeonato Uruguaio - 2ª Divisão: 1999
- Campeonato Uruguaio - 3ª Divisão: 1995
- Liga Amadora Metropolitana: 1995
- Liga Regional de Futebol do Sul: 1980
- Torneo di Viareggio (sub-21): 2006
- Torneio Clausura da Segunda Divisão Uruguaia: 2007
- Copa Chivas (Sub-21): 2007